# 朗屏駅
朗屏駅（ろうへいえき、ロンピンえき）は、香港新界元朗区宏楽街と朗業街の間にある、この駅は香港鉄路（港鉄MTR）屯馬線の駅である。
ライトレール（軽鉄）との接続がない屯馬線の単独駅であり、一番近い豊年路停留場の北500mほどの位置にある。

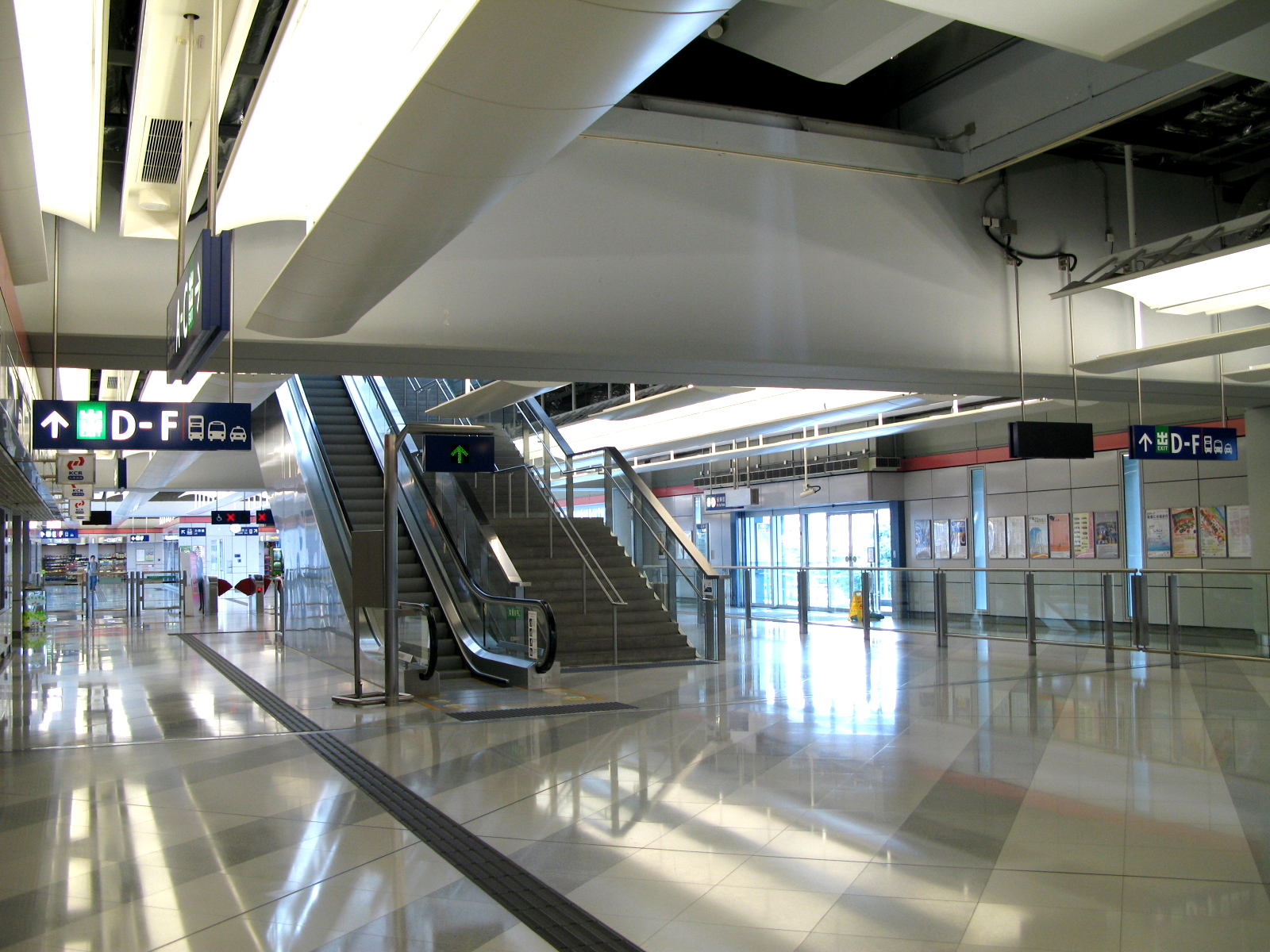
コンコース

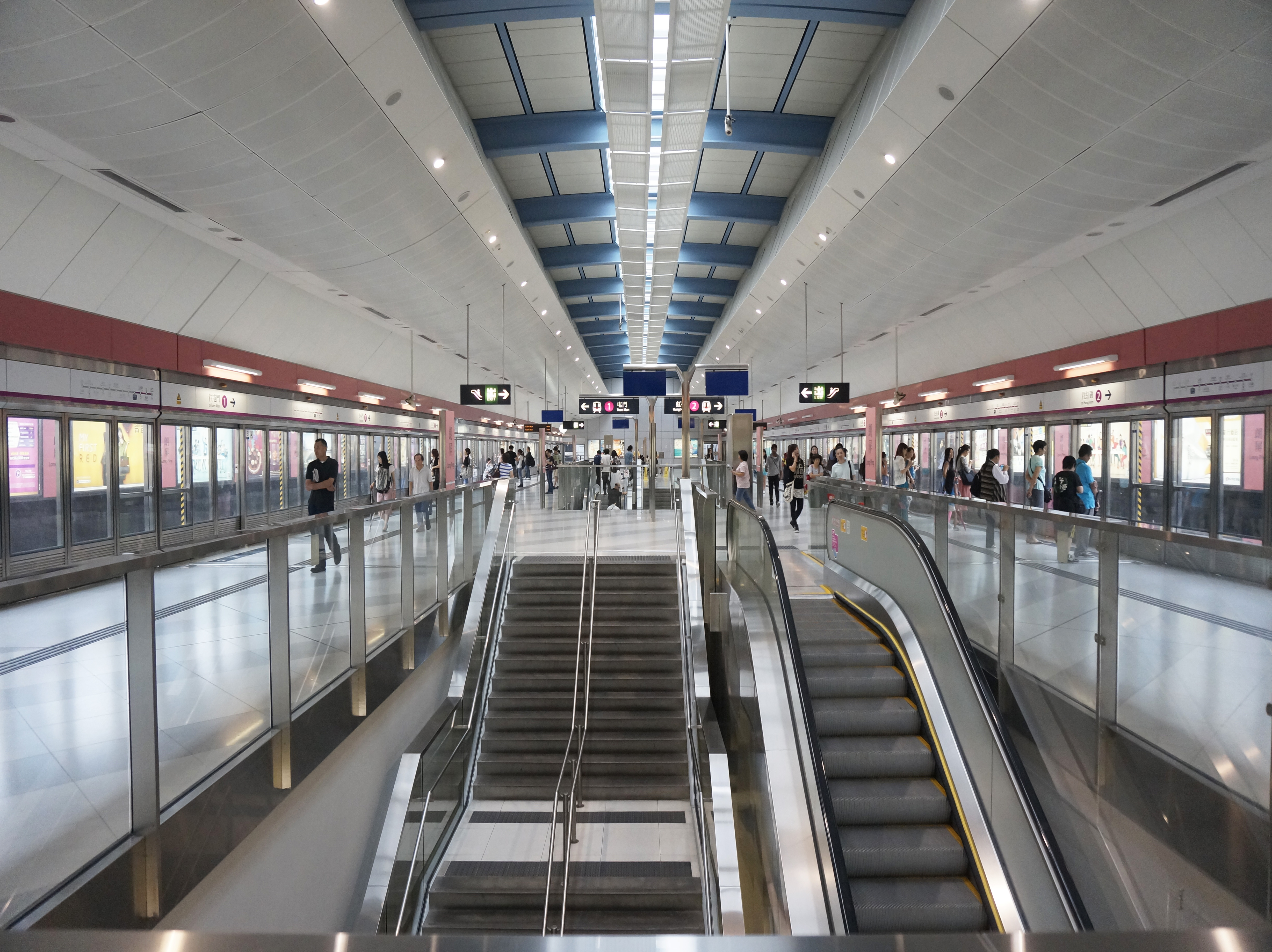
ホーム中央

## 駅構造
- 島式ホーム1面2線の高架駅。

軟弱地盤の場所に建設されたため、橋脚の基礎は地下128mまで打ち込まれている。これは、当時としては世界的な施工記録である。

### 駅階層
| P ホーム | ➋番線                      | ■屯馬線烏渓沙方面→             |
| P ホーム | 島式ホーム、右側の扉が開く |                                |
| P ホーム | ➊番線                      | ←■屯馬線屯門方面               |
| C 改札階 | 改札階                     | 出口、高架通路                 |
| C 改札階 | 改札階                     | 受付センター、トイレ           |
| C 改札階 | 改札階                     | 商店、乗車券販売機、自動販売機 |
| G 地面   | 出口                       | 出口、バスターミナル           |

## 駅周辺
- 朗屏邨
- 東頭工業区
- 元朗広場
  - あきんどスシロー
  - 元気寿司
  - シャトレーゼ
- 真光幼稚園

## 歴史
- 2000年（平成12年）- 九広西鉄は工事を始めて、朗屏駅は工事の初めが溶ける
- 2001年（平成13年）頃 - 九広西鉄の朗屏駅は正式に完成する。
- 2003年（平成15年）12月20日 - 開業。

## 隣の駅
香港鉄路
■屯馬線
天水囲駅 - 朗屏駅 - 元朗駅